# ابراهیم عالمه
ابراهیم عالمه (عربی: ابراهيم عالمة ؛ زادهٔ ۱۸ اکتبر ۱۹۹۱) یک دروازه‌بان اهل سوریه است.
از باشگاه‌هایی که وی در آن بازی کرده‌است می‌توان به الوثبه، الشرطه، الوحده و  باشگاه فرهنگی ورزشی فولاد مبارکه سپاهان  و الاتحاد سوریه اشاره کرد. وی همچنین در تیم‌های ملی زیر ۲۰ سال، زیر ۲۲ سال و زیر ۲۳ سال سوریه بازی کرده‌است.
او در سال ۲۰۱۲ نخستین بازی ملی خود را برای تیم ملی فوتبال سوریه انجام داد. وی در رقابتهای مرحله مقدماتی جام جهانی فوتبال ۲۰۱۸ به عنوان دروازه‌بان اول این کشور در تمامی دیدارهای سوریه به میدان رفت.